# República Árabe do Iémen
República Árabe do Iémen (em árabe,  الجمهوريّة العربية اليمنية al-Jamhūrīyah al-`Arabīyah al-Yamanīyah), também conhecido como Iêmen do Norte, foi um estado existente entre 1962 e 1990, na parte noroeste do atual Iêmen. Desde o fim da Primeira Guerra Mundial e do Império Otomano (1918) até 1962, correspondia ao Reino do Iêmen, país integrante da Liga Árabe (1945)  e da ONU (1947), cuja capital era Sana'a.

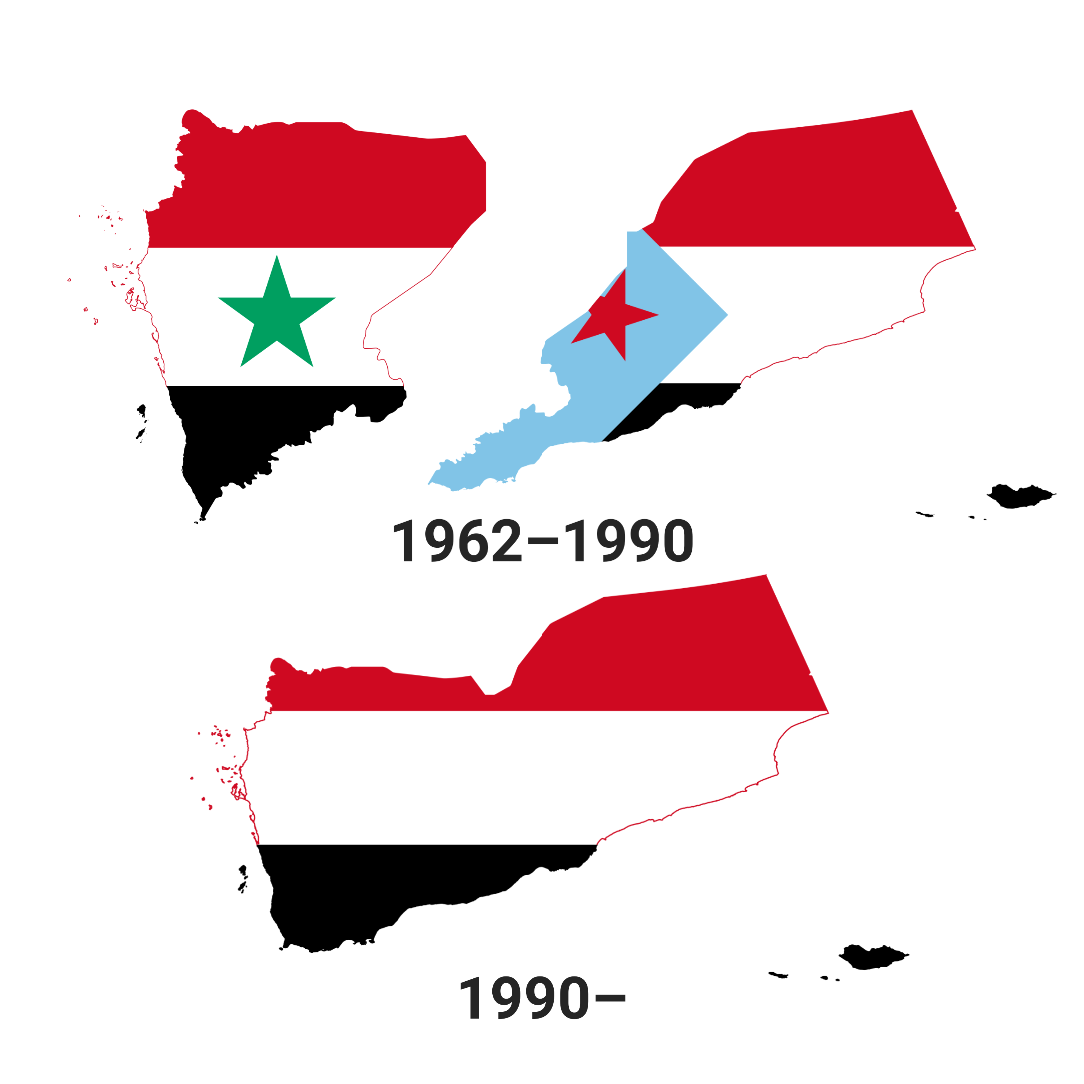
Mapa mostrando a unificação iemenita

Em 1962, o último rei é deposto, estabelecendo-se então a República Árabe do Iémen, mais conhecida como Iémen do Norte, um país que viveu em situação quase contínua de guerra civil até 1970. Ao longo da década de 1970 enfrentou vários confrontos  com a República Democrática do Iémen (estado comunista), além de duas guerras civis (em 1972 e em 1979).
Em 1981 acordou-se finalmente um projeto de Constituição para um Estado unificado. A promulgação desse acordo dá-se em 22 de maio de 1990, quando ambas as repúblicas - a República Árabe do Iémen ou Iémen do norte e a República Democrática do Iémen ou Iémen do Sul - fundem-se para formar a República do Iémen

## Galeria

Bandeira (1962)
Bandeira (1962–1990)

Brasão de armas (1962–1966)
Brasão de armas (1966–1974)
Brasão de armas (1974–1990)